# Adapura, Gangawati
Adapura là một làng thuộc tehsil Gangawati, huyện Koppal, bang Karnataka, Ấn Độ.